# Emplasmen Kuala Namu
Emplasmen Kuala Namu is een bestuurslaag in het regentschap Deli Serdang van de provincie Noord-Sumatra, Indonesië. Emplasmen Kuala Namu telt 2063 inwoners (volkstelling 2010).